# Felföldi bűzösborz
A felföldi bűzösborz (Conepatus chinga) az emlősök (Mammalia) osztályának a ragadozók (Carnivora) rendjébe, ezen belül a bűzösborzfélék (Mephitidae) családjába tartozó faj.

## Előfordulása
Argentína, Bolívia, Brazília, Chile, Paraguay, Peru és Uruguay területén honos. Természetes élőhelye a pampák. A tengerszint feletti 400–4100 m magasban is megtalálható.

## Megjelenése
Testtömege 2,3-4,5 kg. Hossza az orrától a farkáig 460–900 mm. A bundája fekete, a hátán két fehér csík van.

## Életmódja
Éjjel aktív és magányos állat. Csak úgy, mint a bűzösborzfélék családjának többi fajához hasonlóan a felföldi bűzösborz bűzt spriccel a támadójára. Tápláléka madarak, kisebb emlősök, tojások, rovarok, egyéb szárazföldi gerinctelenek, levelek és gyümölcsök. Körülbelül 6 évig él.

## Szaporodása
A párzási időszak tavasszal van. A kölykök áprilisban és májusban jönnek világra, a nőstény 2–5 kölyköt ellik. Az elválasztásra 8–10 hetesen kerül sor. Az ivarérettség 10–12 hónaposan kezdődik.